# Château de Bompré
Le château de Bompré est un édifice du XVe siècle situé à Barberier,  dans le centre de la France.

## Localisation
Le château est situé sur la commune de Barberier, entre le village et celui de Bayet, à quelques kilomètres au sud de Saint-Pourçain-sur-Sioule, dans le département de l'Allier, en région Auvergne-Rhône-Alpes.
Il a été bâti sur le bord du plateau qui domine la plaine de la Sioule et de l'Allier. 

## Historique
Le château de Bompré a été construit au XVe siècle avec par la suite plusieurs remaniements.
Les premiers seigneurs connus du château furent au XVe siècle, les Menudel, puis les Mareschal qui devaient posséder les deux terres de Barberier et de Bompré. La terre de Bompré fut portée, par alliance, aux Revanger, aux Demastre puis aux Thoisy. Le château est aujourd'hui la propriété de la famille Portejoie.
L'édifice est inscrit par arrêté du 21 août 1989 au titre des monuments historiques et classé par arrêté du 2 septembre 1994.

## Description
Ancienne maison forte du  XVe siècle, avec un corps de logis rectangulaire et massif sur deux niveaux et un comble, flanqué au sud-est (côté cour), d'une grosse tour circulaire au toit conique et surmontée d'un lanternon hexagonal. Le bâtiment a subi de nombreuses transformations, au XVIe siècle mais surtout au XVIIIe siècle avec le percement de fenêtres à arc surbaissé lui donnant l'aspect d'un manoir. La façade principale, extrêmement sobre, est orientée vers le sud et présente sept travées irrégulières.
À l'intérieur, on remarque un vestibule d'entrée au décor original : les murs, la voûte en berceau, les intrados des arcs donnant accès aux pièces du rez-de-chaussée et à l'escalier sont presque entièrement couverts d'un parement de petits caissons carrés. Plusieurs pièces comportent des cheminées intéressantes. L'une d'elles est surmontée d'une peinture inspirée de la partie centrale du Cortège des mages, peint par Benozzo Gozzoli pour la chapelle des Mages du palais Medici-Riccardi à Florence. C'est une copie libre du peintre suisse Ricco Wassmer (ca. 1953) qui habitait ici de 1950 à 1963.